# Калинешти-Василаке (Сучава)
Калинешти-Василаке (рум. Călinești-Vasilache) насеље је у Румунији у округу Сучава у општини Дарманешти. Oпштина се налази на надморској висини од 366 m.

## Становништво
Према подацима из 2002. године у насељу је живело 241 становника, од којих су сви румунске националности.